# 1994년 동계 올림픽 미국령 버진아일랜드 선수단
미국령 버진아일랜드는 1994년 2월 12일부터 23일까지 노르웨이 릴레함메르에서 열린 제17회 동계 올림픽에 선수단을 파견했다.

## 봅슬레이
| 선수                                                  | 세부 종목  | 1차 시기 | 1차 시기 | 2차 시기 | 2차 시기 | 3차 시기 | 3차 시기 | 4차 시기 | 4차 시기 | 합계    | 합계 |
| 선수                                                  | 세부 종목  | 기록     | 순위     | 기록     | 순위     | 기록     | 순위     | 기록     | 순위     | 합계    | 합계 |
| Keith Sudziarski Todd Schultz                         | 남자 2인승 | 55.16    | 39       | 55.13    | 40       | 55.24    | 38       | 55.25    | 40       | 3:40.78 | 38   |
| Zachary Zoller Paul Zar                               | 남자 2인승 | 56.01    | 43       | 56.57    | 43       | 56.15    | 42       | 56.28    | 42       | 3:45.01 | 42   |
| Zachary Zoller Paul Zar David Entwistle Alexander Poe | 남자 4인승 | 53.79    | 29       | 53.82    | 29       | 54.23    | 28       | 53.81    | 27       | 3:35.65 | 28   |

## 루지
- 앤 애버내시
  - 여자 1인승: 3:20.831 - 20위
- 카일 헤이킬라
  - 남자 1인승: 3:27.236 - 23위

## 참조
- 올림픽 공식 결과 보관됨 2012-02-04 - 웨이백 머신